# NGC 4313
NGC 4313 este o galaxie spirală situată în constelația Fecioara. A fost descoperită în 1784 de către William Herschel. Se află la o distanță de 13,24 megaparseci de Pământ.